# Jelena Petrovová
Jelena Petrova (rusky Елена Петрова, * 13. října 1966 Leningrad, Sovětský svaz) je bývalá reprezentantka Sovětského svazu a Ruska v judu. Po otci má africké kořeny. Je majitelkou bronzové olympijské medaile z roku 1992.

## Sportovní kariéra
Narodila se do složitých rodinných podmínek. Její otec byl původem ze Sierry Leone a vyrůstala se svojí ruskou matkou. Ta jí však v 7 letech dala na internátní školu, kde se věnovala atletice. Měla našlápnuto k úspěšné kariéře oštěpařky, ale vážné zranění jí přinutilo atletiky zanechat. Na vysoké škole sportovních studií v Petrohradu se seznámila s judem. Brzy si osvojila základní zápasnické prvky a stala se průkopníci tohoto sportu v Rusku.
Sportovní zápolení v úpolových sportech bylo pro ženy v bývalém Sovětském svazu komplikované. S perestrojkou však přišlo i uvolnění v tomto směru a sovětské ženy dostávaly možnost startu na mezinárodních soutěžích. V roce 1989 startovala poprvé na mistrovství světa a získala stříbrnou medaili.
V roce 1992 startovala na olympijských hrách v Barceloně a po výborném výkonu, kdy vyřadila několik favoritek na medaili, brala bronz. Zisk olympijské medaile jí však život neulehčil. Po rozpadu Sovětského svazu řešila často finanční nouzi.
V roce 1999 se rozloučila se sportovní kariérou a v rodném Petrohradu se věnuje trenérské práci. Její nejznámější svěřenkyní byla Tea Donguzašvili.

## Výsledky
| Turnaj             | Sovětský svaz    | Sovětský svaz    | Sovětský svaz    | Rusko            | Rusko            | Rusko            | Rusko            | Rusko            | Rusko            | Rusko            | Rusko            |
| Turnaj             | 1989             | 1990             | 1991             | 1992             | 1993             | 1994             | 1995             | 1996             | 1997             | 1998             | 1999             |
| Turnaj             | 23               | 24               | 25               | 26               | 27               | 28               | 29               | 30               | 31               | 32               | 33               |
| Turnaj             | polostřední váha | polostřední váha | polostřední váha | polostřední váha | polostřední váha | polostřední váha | polostřední váha | polostřední váha | polostřední váha | polostřední váha | polostřední váha |
| ------------------ | ---------------- | ---------------- | ---------------- | ---------------- | ---------------- | ---------------- | ---------------- | ---------------- | ---------------- | ---------------- | ---------------- |
| Olympijské hry     |                  |                  |                  | 3.               |                  |                  |                  | —                |                  |                  |                  |
| Mistrovství světa  | 2.               |                  | úč.              |                  | —                |                  | úč.              |                  | úč.              |                  | úč.              |
| Mistrovství Evropy | —                | 5.               | 5.               | 3.               | —                | —                | —                | —                | —                | 5.               | —                |